# Andrej Medvedjev
Andrej Medvedjev [andréj medvédjev] (ukrajinsko Андрі́й Медве́дєв), ukrajinski tenisač, * 31. avgust 1974, Kijev, Sovjetska zveza.